# Ibn Samajun
Abu-Bakr Hàmid ibn Samajun, més conegut senzillament com a Ibn Samajun, fou un metge i farmacòleg de Còrdova. Va viure al segle x i va morir al començament del segle xi.
Va escriure una obra notable sobre medicaments.